# Mines Advisory Group
Mines Advisory Group (MAG) est une organisation non gouvernementale, qui fournit une assistance aux personnes touchées par les mines terrestres, les munitions non explosées et les armes à feu. Fondée en 1989, elle est active dans une quinzaine de pays.

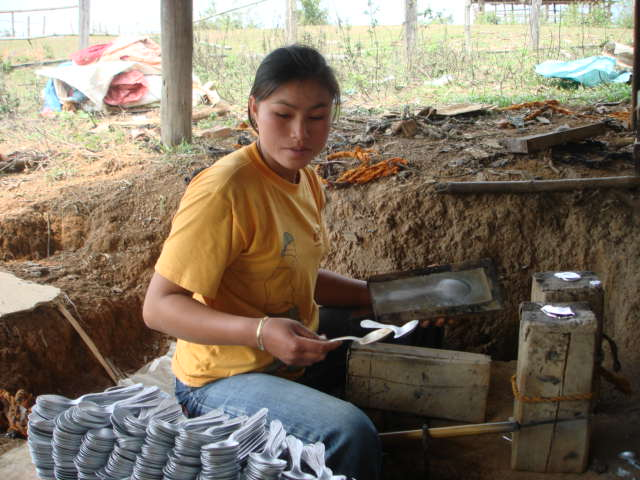
Fabrications de cuillères à partir du métal de munitions neutralisées dans la province de Xieng Khouang, au Laos (2008).